# Juan Ramos Camarero
Juan Ramos Camarero (* 1944 in Íllora in der Provinz Granada; † 25. Oktober 2011 in Barcelona) war ein spanischer kommunistischer Politiker.

## Leben
Nach der Grundschule ließ er sich im Alter von 13 Jahren in Cornellà de Llobregat nieder, wo er bei der Firma Siemens als Elektriker und Monteur arbeitete. In den 1960er Jahren trat er der gewerkschaftlichen Arbeiterkommission (CCOO) bei und war Mitglied der einzigen in der Franco-Zeit existierenden Gewerkschaft in Spanien. Er war auch Mitglied der Einheitlichen Sozialistischen Partei Kataloniens (PSUC), in der er Mitglied des Exekutivkomitees war. Er war zudem Sekretär der katalanischen CCOO-Abteilung für die Metallbranche.
Bei den spanischen Parlamentswahlen von 1977 und 1979 wurde er im Wahlkreis Barcelona zum Abgeordneten des Kongresses gewählt. 1980 trat er von diesem Mandat zurück, um für die Wahlen zum katalanischen Parlament zu kandidieren, bei denen er auch gewählt wurde. 
Er war Mitglied des prosowjetischen Sektors der PSUC, wurde im Dezember 1981 aus der PSUC ausgeschlossen und gründete 1982 mit Pere Ardiaca und anderen Genossen die Partei der Kommunisten Kataloniens (PCC). Später war er Generalsekretär der Kommunistischen Partei der Völker Spaniens (PCPE), in der er 1988 den Flügel gegen die Bündnisfortsetzung mit der Izquierda Unida anführte, was den Bruch der PCC mit der PCPE verursachte. Im Jahr 2002 wurde er von Carmelo Suárez, einem kanarischen Gewerkschafter und Gründer der Fundación Obrera de Investigación y Cultura, von seinem Posten als Generalsekretär der PCPE abgelöst.